# Ногкау (Казбегский муниципалитет)
Ногкау (груз. ნოგყაუ, осет. Ногхъæу — «новое селение») — село в Грузии, на территории Казбегского муниципалитета края (мхаре) Мцхета-Мтианети.

## География
Село находится в северо-восточной части Грузии, на правом берегу реки Терек, на расстоянии приблизительно 16 километров (по прямой) к юго-западу от посёлка городского типа Степанцминда, административного центра муниципалитета. Абсолютная высота — 2000 метров над уровнем моря.

## Население
По результатам официальной переписи населения 2014 года постоянное население в Ногкау отсутствовало.
| Год  | Население, человек |
| ---- | ------------------ |
| 2002 | 0                  |
| 2014 | 0                  |